# Seleção Sul-Coreana de Futebol Sub-20
A Seleção Sul-Coreana de Futebol Sub-20, também conhecida por Coreia do Sul Sub-20, é a seleção Sul-Coreana de futebol formada por jogadores com idade inferior a 20 anos.

## Títulos
- Campeonato Asiático de Futebol Sub-19: 12 (1959, 1960, 1963, 1978, 1980, 1982, 1990, 1996, 1998, 2002, 2004, 2012)